# Districte de Svidník
El districte de Svidník - (eslovac) Okres Svidník - és un dels 79 districtes d'Eslovàquia. Es troba a la regió de Prešov, al nord del país. Té una superfície de 549,78 km², i el 2013 tenia 33.094 habitants. La capital és Svidník.

## Demografia
| Godina             | 1994   | 2004   | 2014   | 2024   |
| ------------------ | ------ | ------ | ------ | ------ |
| Nombre de persones | 32.982 | 33.399 | 32.997 | 31.041 |
| Diferència         |        | +1,26% | −1,20% | −5,92% |

| Godina             | 2023   | 2024   |
| ------------------ | ------ | ------ |
| Nombre de persones | 31.183 | 31.041 |
| Diferència         |        | −0,45% |

## Llista de municipis

### Ciutats
- Svidník
- Giraltovce

### Pobles
Belejovce | Beňadikovce | Bodružal | Cernina | Cigla | Dlhoňa | Dobroslava | Dubová | Dukovce | Fijaš | Havranec | Hrabovčík | Hunkovce | Jurkova Voľa | Kalnište | Kapišová | Kečkovce | Kobylnice | Korejovce | Kračúnovce | Krajná Bystrá | Krajná Poľana | Krajná Porúbka | Krajné Čierno | Kružlová | Kuková | Kurimka | Ladomirová | Lúčka | Lužany pri Topli | Matovce | Medvedie | Mestisko | Mičakovce | Miroľa | Mlynárovce | Nižná Jedľová | Nižná Pisaná | Nižný Komárnik | Nižný Mirošov | Nižný Orlík | Nová Polianka | Okrúhle | Príkra | Pstriná | Radoma | Rakovčík | Rovné | Roztoky | Soboš | Stročín | Svidnička | Šarbov | Šarišský Štiavnik | Šemetkovce | Štefurov | Vagrinec | Valkovce | Vápeník | Vyšná Jedľová | Vyšná Pisaná | Vyšný Komárnik | Vyšný Mirošov | Vyšný Orlík | Železník | Želmanovce
1. 1 2  «Počet obyvateľov podľa pohlavia - obce (ročne) [om7102rr_obce=AREAS_SK]».   Statistical Office of the Slovak Republic, 31-03-2025. [Consulta: 31 març 2025].